# 武田信之 (武田信玄三男)
武田 信之（たけだ のぶゆき）は、甲斐国の戦国大名武田信玄と正室・三条の方の三男。西保三郎とも称した。上総武田氏（庁南武田氏）の武田豊信と同一人物だとされることがある。

## 生涯
天文12年（1543年）、甲斐国で武田信玄とその正室・三条の方の三男として生まれる。同母兄に武田義信、竜芳（海野信親）、同母姉妹に黄梅院（北条氏政の妻）、見性院（穴山信君の妻）がいる。
幼少期に武田一族の西保氏を継承し、天文22年（1553年）に11歳で夭折した(諸説あり)。
西保（山梨市牧丘町）には甲斐源氏の一族・安田義定の居城である城山（要害城）が所在し、安田氏の名跡を継いでいたとされる武田一族の武田三郎の死去により、信之が安田氏の名跡を継いだとも考えられている。
武田家では永禄8年（1565年）10月に信玄嫡男の義信が謀反により幽閉される事件が発生し、義信は廃嫡され永禄10年（1567年）10月19日に死去する。信玄の他の息子のうち、次男の武田竜芳は盲目であり、3男の武田信之も早世していたため、次の武田家の家督は、高遠諏訪氏を継承していた四男の武田勝頼が継承した。

## 上総国武田氏伝承
これを裏付ける確たる史料はいまだ見つかっていないが、上総武田氏の系譜に従えば、同氏宗家の最後の当主で天正18年（1590年）の豊臣秀吉の小田原征伐軍に敗れて自害した武田豊信は、武田信之が養子として上総武田氏に入嗣したものであるという。
また、「武田氏滅亡時、仁科盛信の三男晴正が、豊信が盛信の実兄にあたることを頼りに上総に落ち延びた」という伝承が遺されている。
房総叢書所収の「上総武田氏系図」には、豊信は「実ハ信玄三男」と記載され、事典類においてもこれを採用している記述がある。